# مارك هندرسون
مارك هندرسون (بالإنجليزية: Mark Henderson) هو سباح أمريكي، ولد في 14 نوفمبر 1969 في واشنطن العاصمة في الولايات المتحدة.

## وصلات خارجية
- مارك هندرسون على موقع الاتحاد الدولي للسباحة (الإنجليزية)
- مارك هندرسون على موقع أوليمبيديا (الإنجليزية)